# Nesophontes longirostris
Espèce
Statut de conservation UICN

 EX  : Éteint
Nesophontes longirostris est une espèce disparue de mammifères appartenant à la famille des Nesophontidae.

## Classification
Cette espèce a été créée en 1919 par le mammalogiste américain Harold Elmer Anthony (1890-1970).
Classification plus détaillée selon le Système d'information taxonomique intégré (SITI ou ITIS) :
 Règne : Animalia ; sous-règne : Bilateria ; infra-règne : Deuterostomia ; Embranchement : Chordata ; Sous-embranchement : Vertebrata ; infra-embranchement : Gnathostomata ; super-classe : Tetrapoda ; Classe : Mammalia ; Sous-classe : Theria ; infra-classe : Eutheria ; ordre : Soricomorpha ; famille : Nesophontidae ; genre : Nesophontes.
Traditionnellement, les espèces de ce genre sont classées dans l'ordre des Insectivora, un regroupement qui est progressivement abandonné au XXIe siècle. 